# Сторожовий корабель

ПСКР BG51 «Полтава» Державної прикордонної служби України

Сторожови́й корабе́ль (рос. сторожевой корабль, англ. patrol boat) — за прийнятою у ВМС СРСР класифікацією клас бойових кораблів, призначених несення дозорної служби, протичовнової, протиповітряної і протикорабельної оборони корабельних з'єднань і конвоїв на переході морем в прибережних районах і на відкритих рейдах. Аналогом у ВМС низки країн є патрульний корабель (англ. patrol vessel) або корвет (англ. corvette).
У Військово-морських силах України сторожовим кораблям відповідає клас корветів, а в морських частинах Державної прикордонної служби України — прикордонних сторожових кораблів.

## Історична довідка
Досвід Першої світової війни показав, що однією з основних загроз на морі стали підводні човни. Для охорони великих бойових кораблів і транспортних суден на переході морем були покладені на есмінці і міноносці. Проте досвід боротьби з підводними човнами виявив необхідність створення нового класу легких кораблів, менш великих і дорогих, ніж міноносці. Вони призначалися для охорони з'єднань кораблів і конвоїв від атак підводних човнів, торпедних катерів і несення дозорної служби.

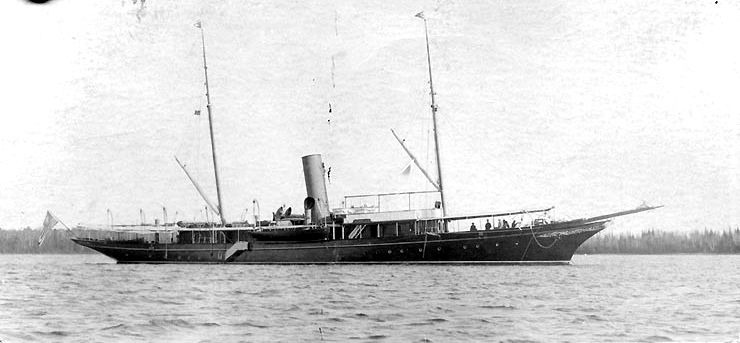
Патрульне судно ВМС США Rambler, 1917 рік

В результаті, в Англії з 1915 року почали будувати патрульні кораблі типу Р тоннажем близько 600 тон і швидкістю ходу 23 вузлів. На озброєнні вони мали 102-мм і 40-мм гармати, глибинні бомби і торпедні апарати. У США в 1918 році було закладено серію патрульних катерів типу «Ігл» водотоннажністю 500 тон і швидкістю ходу 18 вузлів. Вони мали на озброєнні 102-мм і 76-мм гармати та бомбомет. У російському флоті в 1917 році було закладено серію посильних суден чотирьох різних типів — «Кобчик», «Голуб», «Бекас» і «Філін» водотоннажністю від 350 до 530 тон і швидкістю до 15 вузлів. Кораблі озброювалися гарматами калібром 75 або 102 мм, на деяких з них додатково встановлювали малокаліберні зенітні гармати. В жовтні 1917 року їх класифікували як новий клас — сторожові судна.
У Морських силах СРСР, з 1931 року, першими представниками класу сторожових кораблів (СКР) стали сторожові кораблі типу «Ураган». Вони призначалися для несення дозорної і розвідувальної служби, супроводження та охорони великих надводних кораблів і конвоїв від нападу підводних човнів, ведення боротьби з літаками противника. При необхідності їх передбачалося використовувати як швидкохідні тральщики. Всього за роки передвоєнних п'ятирічок ВМФ отримав 18 кораблів типу «Ураган», побудованих чотирма серіями на заводах Ленінграда і Миколаєва.

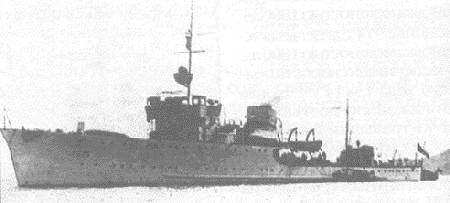
СКР «Кіров» ВМФ СРСР, 1935 рік

В середині 1930-х років, для морських прикордонних сил СРСР було введено новий підклас сторожових кораблів — «прикордонний сторожовий корабель» (ПСКР) або «малий сторожовий корабель». Для протичовнової оборони військово-морських баз були спроєктовані і побудовані ПСКР типу «Рубін» (проєкт 43), дещо менших розмірів у порівнянні з типом «Ураган», з дизельною енергетичною установкою (водотоннажність приблизно 500 тонн, швидкість 15 вузлів; озброєння: 1 × 102-мм, 2 × 37-мм зенітних автомати; протичовнова озброєння).
У 1935 році, за радянським замовленням для забезпечення морської прикордонної охорони НКВС СРСР, Далекосхідного прикордонного округу, в Італії були побудовані два СКР типу «Кіров» (водотоннажність — 1025 т; розміри 80 × 8,3 × 3,75 м; потужність ГЕУ — 4500 к.с. ; швидкість — 18,5 вуз.; дальність плавання — 6000 миль; озброєння: 3 × 102-мм, 4 × 45-мм, 3 × 12,7-мм, 3 × 7,62-мм, 24-міни, глибинні бомби (10-великих та 35-малих), в процесі служби, озброєння модернізувалося. У 1937 році, для служби в арктичних широтах, в СРСР був спроєктований ПСКР типу «Пурга» (проєкт 52) з корпусом криголамного типу.
Напередодні Другої світової війни, у ВМС Великої Британії були введені нові класи кораблів охорони: ескортний есмінець, фрегат та корвет, які значно відрізняючись за своїми тактико-технічним елементам, мали спільне основне призначення. Тому, в системі класифікації ВМС СРСР, ці кораблі були умовно віднесені до класу СКР, призначених для супроводу конвоїв в прибережних водах, протиповітряної та протичовнової оборони.

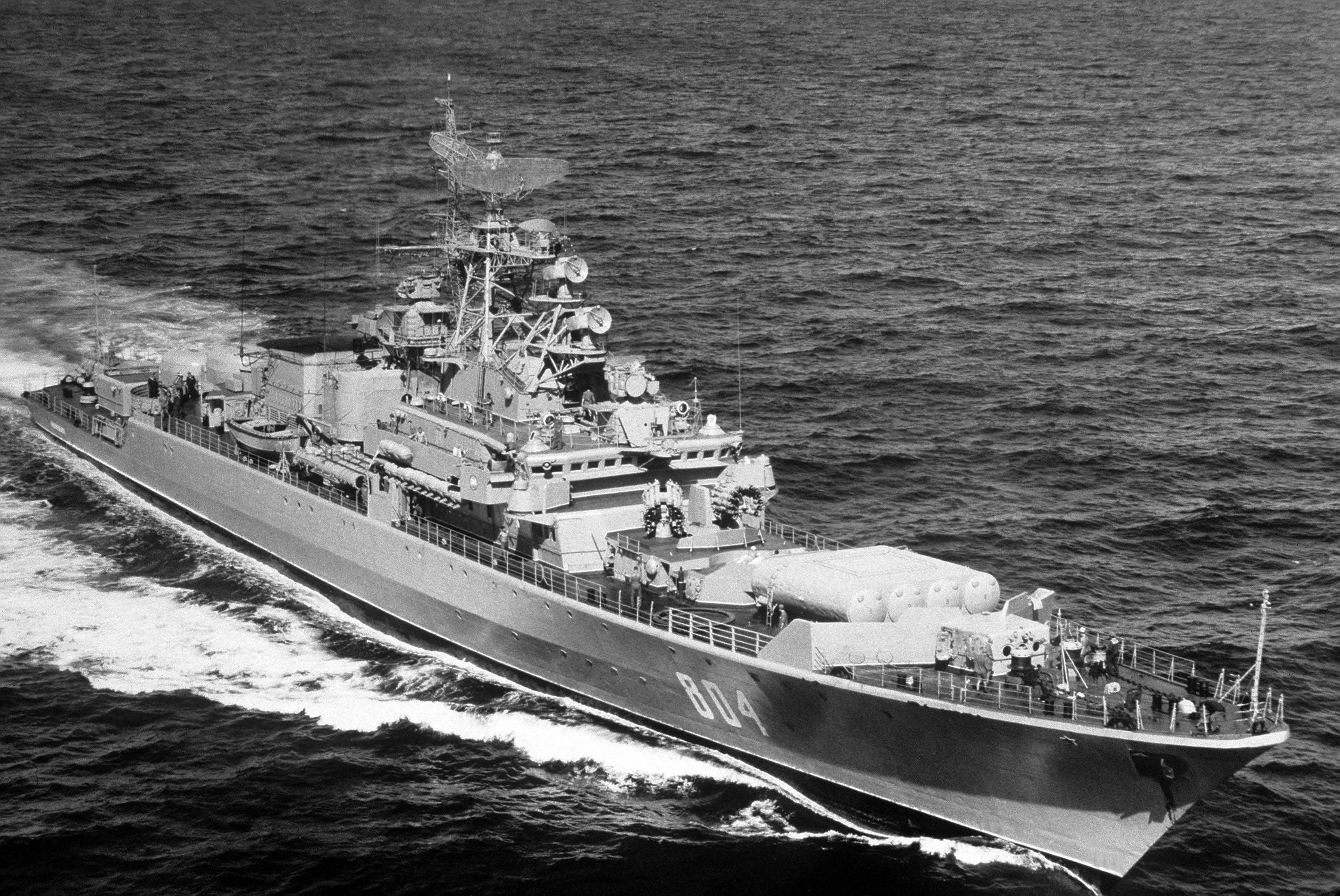
СКР «Разітєльний» ЧФ СРСР, 1986 рік, у ВМС України перкласифікований у «фрегат»

Під час Другої світової війни, «сторожовики» перебували в складі усіх флотів. Війна підтвердила цінність СКР в складі флотів. Ці кораблі, з першого до останнього дня, несли бойову службу: зійснювали полювання і знищення підводних човнів; постановку мінних загороджень; висадку десантів; доставку продовольства, боєприпасів, пального в обложені міста, евакуацію поранених і цивільного населення, набіги на найближчі комунікації противника, ескортування транспортних суден.
Після Другої світової війни, у флотах ряду держав, бойові кораблі, з позиції радянської класифікації, аналогічні класу СКР, фактично класифікуються або як ескортний есмінець або як фрегат і корвет, в залежності від індивідуальних характеристик. Ці кораблі дуже численні. На початку 1970-х років, у складу ВМС США кораблів аналогічних СКР налічувалося 63 одиниці і 124 одиниці знаходилися в резерві. В Англії, їх число становило 65 одиниць, у Франції — 28 одиниць.

## Сторожові кораблі сьогодні

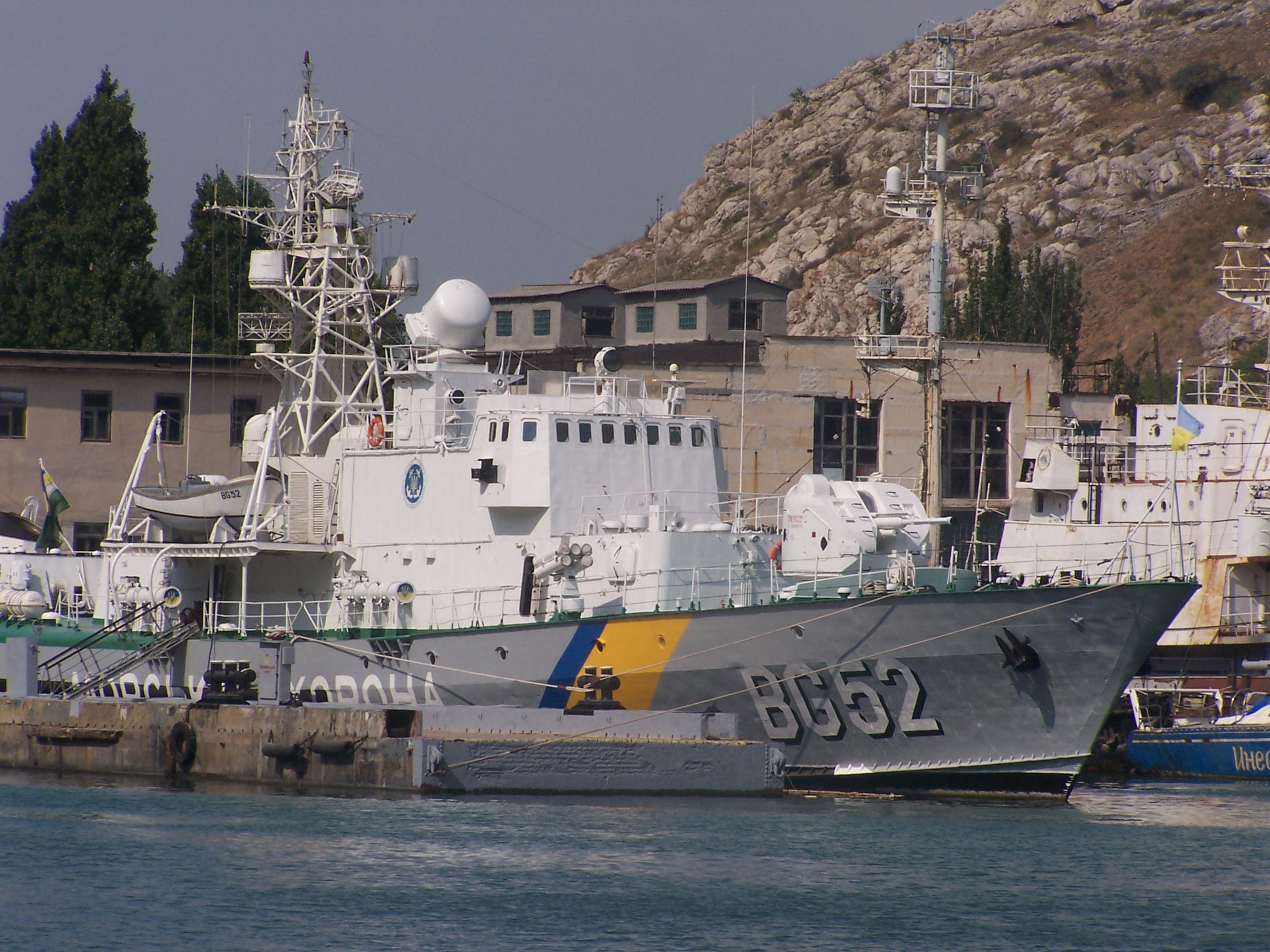
ПСКР BG52 «Григорій Гнатенко» Державної прикордонної служби України

Сьогодні, сучасні кораблі, які можна віднести до класу сторожових кораблів (фрегати, корвети, патрульні кораблі) мають тоннаж до 4000 тонн, головна енергетична установка розвивається і вдосконалюється в напрямку переходу від дизельної до газотурбінної і комбінованої дизель-газотурбінної (GODAG) установки, які забезпечують крейсерську швидкість ходу 30 — 35 вузлів, озброєні зенітними ракетними комплексами, артилерійськими установками, засобами пошуку підводних човнів і протичовновим зброєю, радіоелектронними комплексами спостереження, зв'язку, навігації і управління зброєю.
Великі сторожові кораблі як клас зберігаються у ВМФ Росії, але станом на 2012 рік, система класифікації бойових кораблів ВМФ Російської Федерації передбачає заміну радянського класифікаційного терміна «сторожовий корабель» на термін «корвет». У ВМС України термін сторожовий корабель не застосовується. Попри те, клас сторожових кораблів залишається основним в морських частинах Державної прикордонної служби України. Прикордонні сторожові кораблі це бойові кораблі, призначені для охорони державного кордону, територіальних і внутрішніх вод на морі в межах прикордонної зони, боротьби з браконьєрством та охорони багатств континентального шельфу. В Морській охороні ДПС України нараховується три ПСКР проєкту 1241.2 — BG-50 «Григорій Куроп'ятніков», BG-51 «Полтава», BG-52 «Григорій Гнатенко» і один проєкту 133 — BG-55 «Галичина». В береговій охороні більшості держав світу аналогом прикордонних сторожових кораблів є патрульні кораблі.
З початком XXI століття найбільші світові держави почали проєктування будівництво для ВМС сучасних аналогів патрульних кораблів призначених для боротьби з нетрадиційними океанського флоту силами і засобами противника в прибережній акваторії — кораблів прибережної зони або літоральних бойових кораблів (англ. Littoral Combat Ship, LCS). Мета — серійне будівництво і введення в бойовий склад флоту швидкохідних і високоманеврових бойових кораблів, оснащених найсучаснішими комплексами ударного, оборонного та радіотехнічного озброєння, здатних вести бойові дії в прибережній смузі противника.

## Галерея

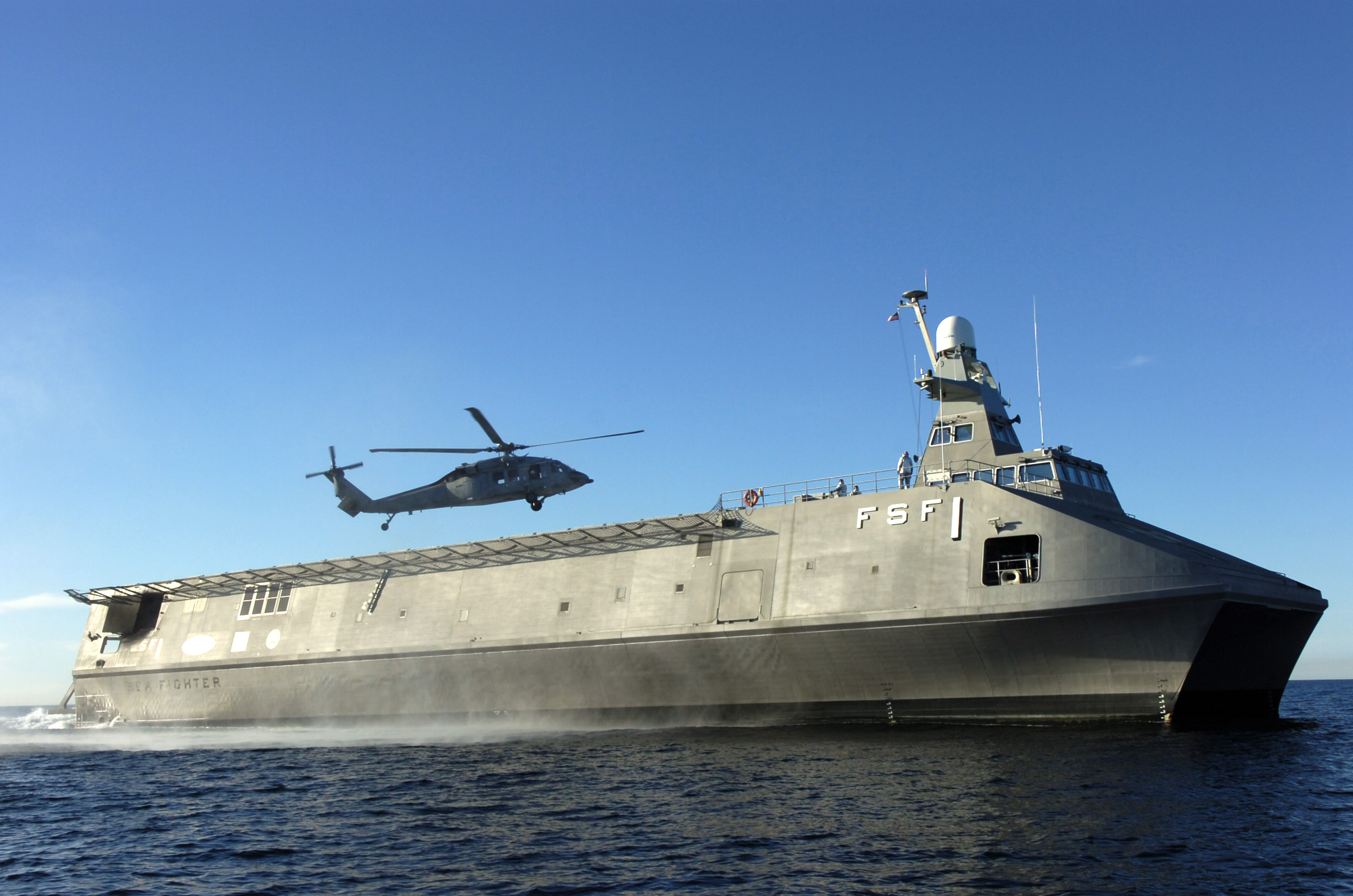
Сучасний корабель літоральної зони ВМС США Sea Fighter
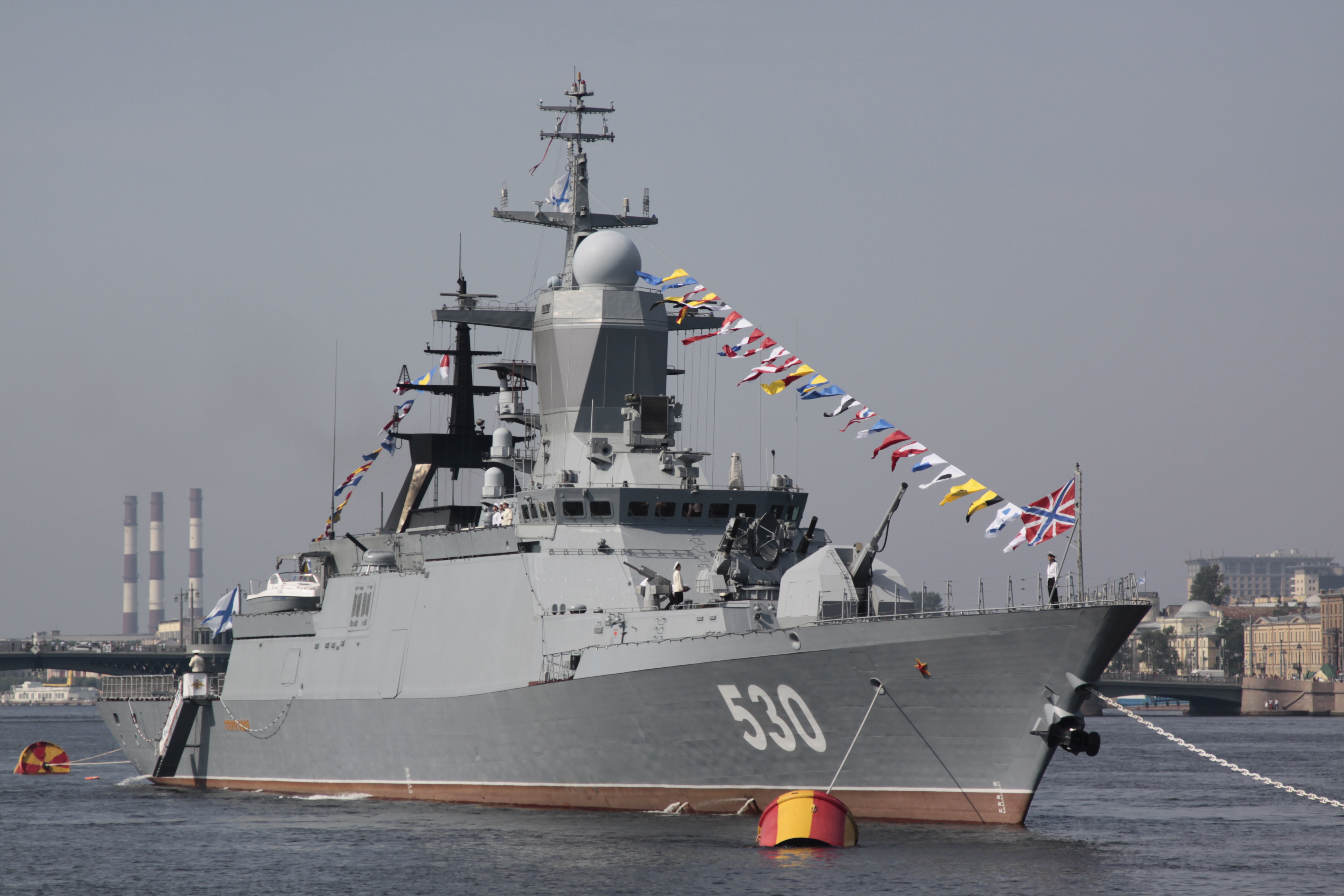
СКР ВМФ РФ «Стерегущий» проєкту 20380 відповідає класифікаційним характеристикам корвета
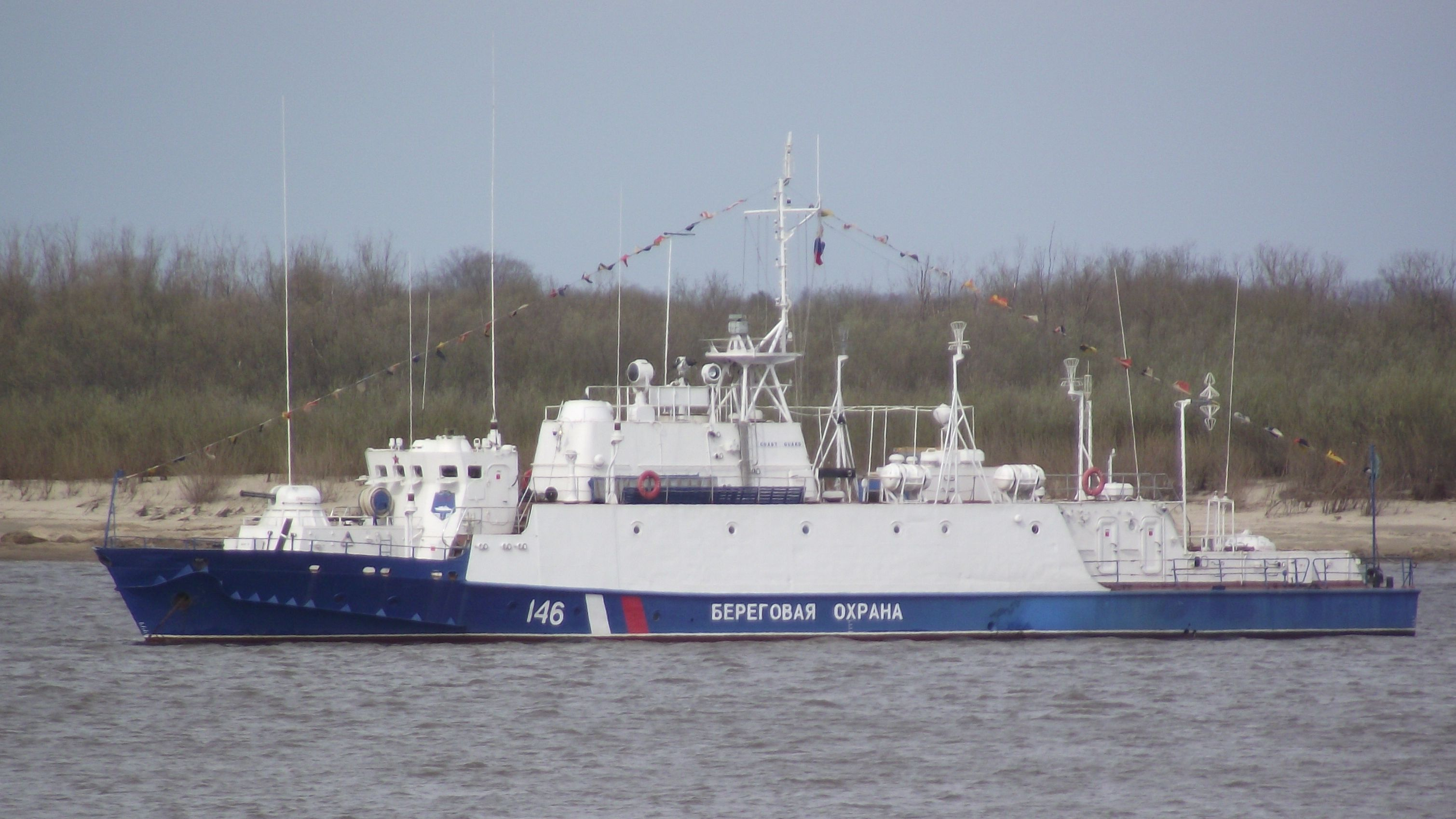
Російський ПСКР проєкту 1249 Амурської флотилії
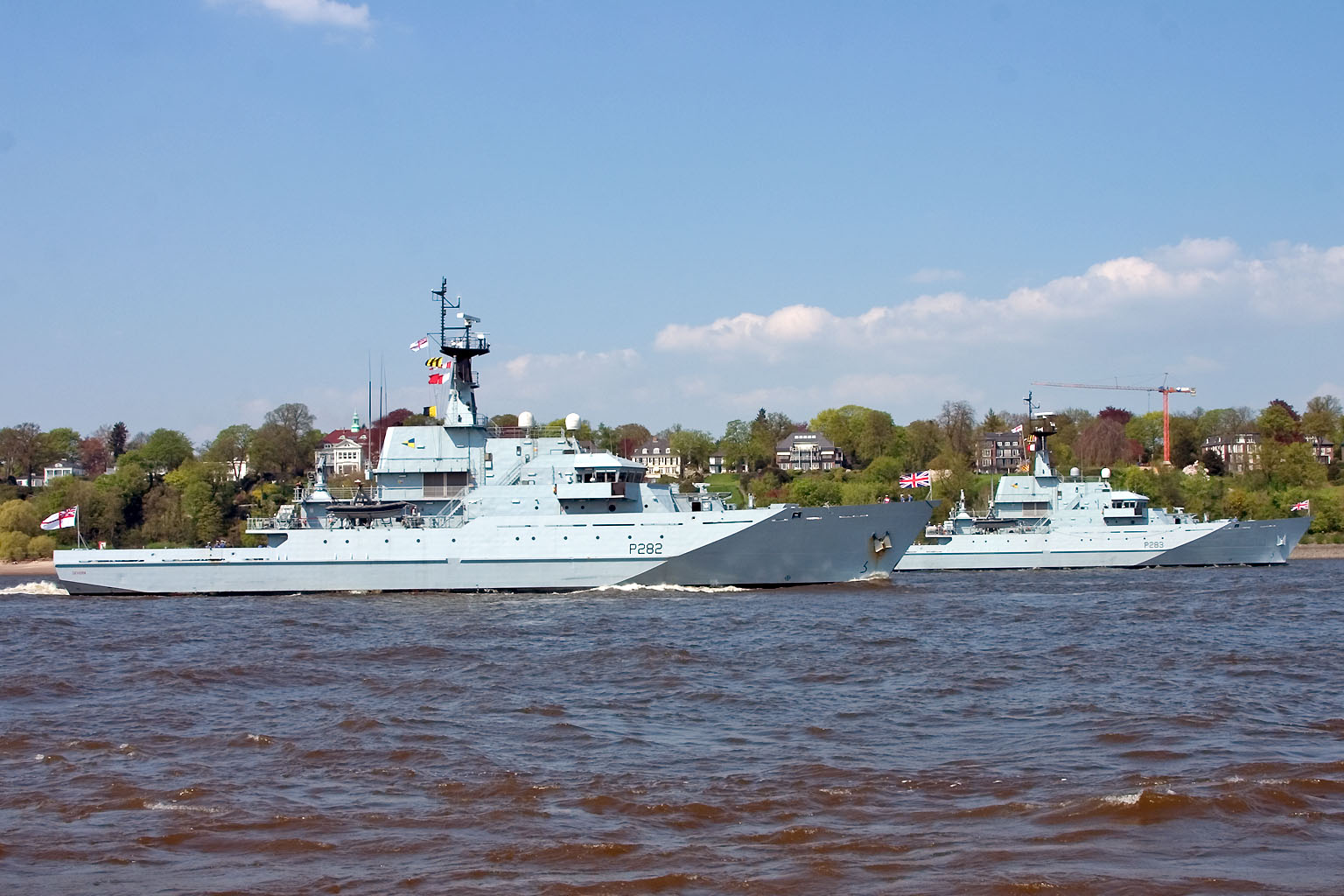
Патрульні кораблі типу River ВМС Великої Британії Severn і Mersey
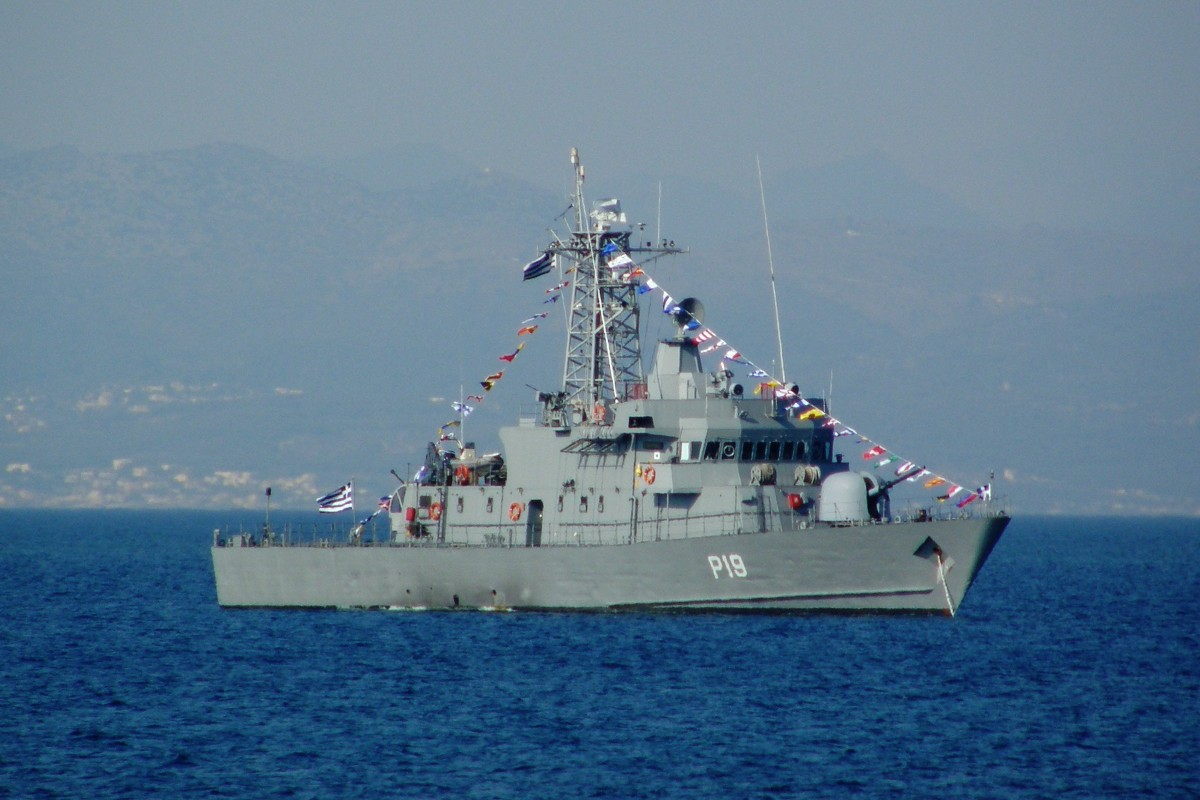
Патрульний корабель ВМС Греції P-19 Navmachos типу Osprey 55
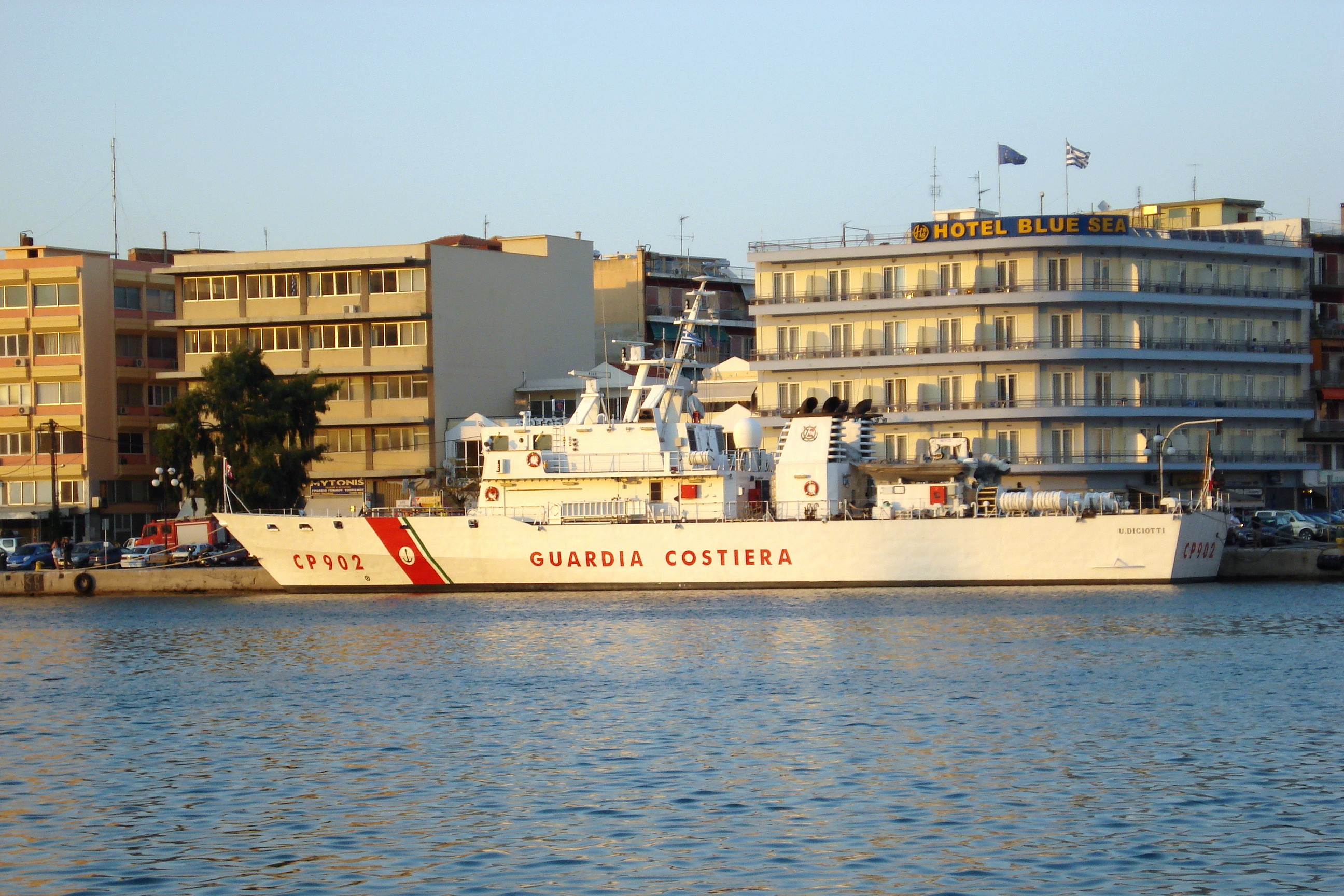
Патрульний корабель берегової охорони Італії CP-902 Ubaldo Diciotti